# Підскалля
Підскалля (словац. Podskalie) — село, громада округу Поважська Бистриця, Тренчинський край. Кадастрова площа громади — 7.68 км².
Населення 135 осіб (станом на 31 грудня 2021 року).

## Історія
Підскалля згадується 1235 року.

## Населення
| Рік:            | 1994. | 2004.    | 2014.    | 2024.    |
| --------------- | ----- | -------- | -------- | -------- |
| Кількість осіб: | 167   | 146      | 128      | 153      |
| Різниця:        |       | -12,57 % | -12,32 % | +19,53 % |

| Рік:            | 2023. | 2024. |
| --------------- | ----- | ----- |
| Кількість осіб: | 153   | 153   |
| Різниця:        |       | +0 %  |